# كهوف الخفافيش
كهوف الخفافيش هو أحد المواقع الطبيعية التي تقع في ولاية نابل ، شمال شرق تونس، وتغطي مساحة هكتار واحد. وتصنف على أنها محمية طبيعية في عام 1993.